# John Riley (militare)
John Patrick Riley oppure O'Riley (Clifden, 8 febbraio 1817 – Veracruz, 31 agosto 1850) è stato un militare irlandese.
Durante la guerra messico-statunitense fu il comandante del battaglione di San Patrizio, e nonostante la sconfitta finale divenne un eroe di guerra messicano e irlandese.

## Biografia

### Il battaglione di San Patrizio
Nativo della contea di Galway, servì brevemente nell'esercito britannico prima di emigrare in Canada a causa della grande carestia irlandese che piagò l'Irlanda a partire dalla metà degli anni 1840. Trasferitosi poi negli Stati Uniti e arruolatosi nell'esercito americano, il pessimo trattamento riservato a lui e ai connazionali lo indusse a disertare poco prima che scoppiasse la guerra messico-statunitense, accettando invece di servire nell'esercito messicano in cambio della cittadinanza e di terre e rendite.
Riconosciuto dagli altri irlandesi disertori come capo, assieme a loro fondò e organizzò il battaglione di San Patrizio, che combatté nelle principali battaglie della guerra contro gli Stati Uniti. Nonostante il valore dimostrato dagli uomini di Riley, a capo del battaglione, il Messico non era affatto preparato a sostenere la guerra, e col passare dei mesi divenne chiaro che sarebbe stato sconfitto; nonostante ciò gli irlandesi, consapevoli di rischiare la pena di morte in caso di cattura, combatterono con ancora più ardore.
Il battaglione incontrò la sua fine alla battaglia di Churubusco, quando venne virtualmente annientato. I pochi superstiti, Riley compreso, vennero catturati; dopo una rapida corte marziale quarantotto di loro vennero impiccati, mentre Riley e altri si salvarono in quanto disertori a guerra non ancora cominciata e quindi non imputabili di alto tradimento. Il trattamento loro riservato fu comunque crudele: vennero infatti tenuti prigionieri per diversi mesi o anni, frustati e marchiati a fuoco; a Riley venne impressa la lettera D (per deserter, "disertore") su entrambe le guance, e da allora in poi fu costretto a farsi crescere una folta barba per tentare di nascondere i marchi.
Dopo la fine della guerra venne rilasciato e poté rientrare in servizio con l'esercito messicano, dove raggiunse il grado di maggiore, ma venendo anche brevemente incarcerato perché sospettato di progettare un'insurrezione. Ammalatosi di febbre gialla nel 1849, venne congedato e si trasferì a Puebla per riprendersi. Rientrato a Veracruz, venne ufficialmente congedato dall'esercito il 14 agosto 1850, e dopo questa data se ne persero a tutti gli effetti le tracce.

### Il mistero della morte
Pare comunque che non sopravvisse molto a lungo: appena due settimane dopo sarebbe morto sempre a Veracruz, forse per i postumi della febbre gialla oppure per la cirrosi epatica, venendo registrato in una locale parrocchia. Il certificato di morte venne scoperto nel 2000 dal ricercatore Robert R. Miller, che lo ritenne una prova del destino di Riley; tuttavia ricerche successive hanno evidenziato diverse discrepanze: il John Riley registrato, un uomo di circa quarantacinque anni, sarebbe stato troppo vecchio in quanto Riley nel 1850 avrebbe avuto dodici anni in meno, non era un ubriacone né un indigente come riportato nel certificato e soprattutto non viene fatta menzione delle cicatrici inflittegli dagli statunitensi, portando così a dubitare dell'effettiva identità del defunto.
Miller è morto nel 2004 prima di poter continuare le sue ricerche su Riley. Ad oggi, se non si considera il certificato precedentemente citato, le attività successive, la data di morte e il luogo di sepoltura del maggiore John Riley rimangono ignote.

## Nella cultura di massa
Considerato ancora oggi un traditore dagli statunitensi, per messicani e irlandesi è invece un eroe nazionale, e numerosi monumenti lo ricordano in entrambi i paesi. La ballata St. Patrick Battalion è cantata proprio dal punto di vista di Riley, comandante del battaglione.
Nel film Un uomo un eroe, ispirato alle vicende del battaglione di San Patrizio, John Riley è interpretato da Tom Berenger.